# Stora Täckbergstjärnen
Stora Täckbergstjärnen är en sjö i Gagnefs kommun i Dalarna och ingår i Dalälvens huvudavrinningsområde. Sjön har en area på 0,0667 kvadratkilometer och ligger 224,2 meter över havet.

## Delavrinningsområde
Stora Täckbergstjärnen ingår i det delavrinningsområde (671063-143692) som SMHI kallar för Inloppet i Kvarnsjön. Medelhöjden är 240 meter över havet och ytan är 3,76 kvadratkilometer. Räknas de 4 avrinningsområdena uppströms in blir den ackumulerade arean 58,85 kvadratkilometer. Fänan som avvattnar avrinningsområdet har biflödesordning 3, vilket innebär att vattnet flödar genom totalt 3 vattendrag innan det når havet efter 279 kilometer. Avrinningsområdet består mestadels av skog (54 procent) och sankmarker (41 procent). Avrinningsområdet har 0,07 kvadratkilometer vattenytor vilket ger det en sjöprocent på 1,8 procent.